# Šlikovský palác ve Vídni
Šlikovský palác ve Vídni (německy Palais Schlick in Wien) se nachází v 9. vídeňském městském obvodě Alsergrund na nároží ulic „Turecké“ (Türkenstraße) č. 25 a „Šlikovské“ (Schlickgasse) č. 1.

## Dějiny
V letech 1270 až 1788 na místě dnešního paláce stával Rabenstein, "Wiener Hochgericht", Vídeňský hrdelní soud. Popraviště sestávalo z kruhové cihlové podesty, na níž byli odsouzenci stínáni.
V letech 1856-58 vybudoval architekt Carl Tietz nájemný palác pro Františka Jindřicha hraběte Šlika na místě tehdy nezavezeného glacise. Stavbu provedl stavební mistr Anton Grünn.

## Architektura
Pětipodlažní rohový dům, postavený v raně historizujícím slohu, je zvláštní svou kruhovou nárožní věží. Věž byla původně o jedno patro nižší a končila korodonovu římsou se zubořezovým vlysem obou fasád. Nejvyšší patro věže bylo navýšeno teprve roku 1872, je ovšem o něco nižší, aby bylo dosaženo původního dojmu zvýšené postranního čela paláce. Věž díky vodorovným obvodovým balkónům působí silnějším horizontálním členěním než postranní průčelí.
Mezi okny jednotlivých pater nárožní věže stojí pilastry, jež jsou ve čtvrtém patře osazeny karyatidami. Nad kvádrovým suterénem stoupá pásová římsa se zubořezovým dekorem do žlábkovaného průčelí. Přídavná románská kruhová okna s prostým rovným okenní stříška jsou rámována pilastry pouze v půdním patře. Střed průčelí do Türkenstraße je zvýrazněn tříosými kruhovými portály. Tři okenní stříšky obou nad nimi ležících pater vystupují propojenými balkóny a čtvrté patro třemi samostatnými balkóny.